# Museum of Arts and Design
Het Museum of Arts and Design (MAD) is een museum in Manhattan (New York). In het MAD worden uitsluitend handgemaakte objecten tentoongesteld, vervaardigd uit materialen als klei, glas, houtvezels, metaal et cetera, en ontworpen voor hedendaagse toepassingen.

## Geschiedenis
Het museum werd opgericht in 1956 door de American Craft Council en filantroop Aileen Osborn Webb onder de naam Museum of Contemporary Crafts. In 1986 verhuisde het museum en werd de naam veranderd naar American Craft Museum. In 2002 nam het de huidige naam aan en in 2008 verhuisde het MAD naar 2 Columbus Circle, de huidige locatie.